# Giuncaggio
 Giuncaggio  là một xã ở tỉnh Haute-Corse trên đảo Corse, Pháp. Xã này có diện tích 16,15 km², dân số năm 1999 là 76 người. Khu vực này có độ cao 600 mét trên mực nước biển.